# Lardier-et-Valença
Lardier-et-Valença település Franciaországban, Hautes-Alpes megyében. Lakosainak száma 371 fő (2022. január 1.). Lardier-et-Valença Curbans, Fouillouse, La Saulce, Sigoyer és Vitrolles községekkel határos.

## Népesség
A település népességének változása:
| Lakosok száma | 157  | 145  | 176  | 253  | 320  | 329  | 332  | 338  | 349  | 371  |
|               | 1968 | 1982 | 1990 | 2006 | 2013 | 2015 | 2017 | 2019 | 2020 | 2022 |